# 뉴질랜드 달러

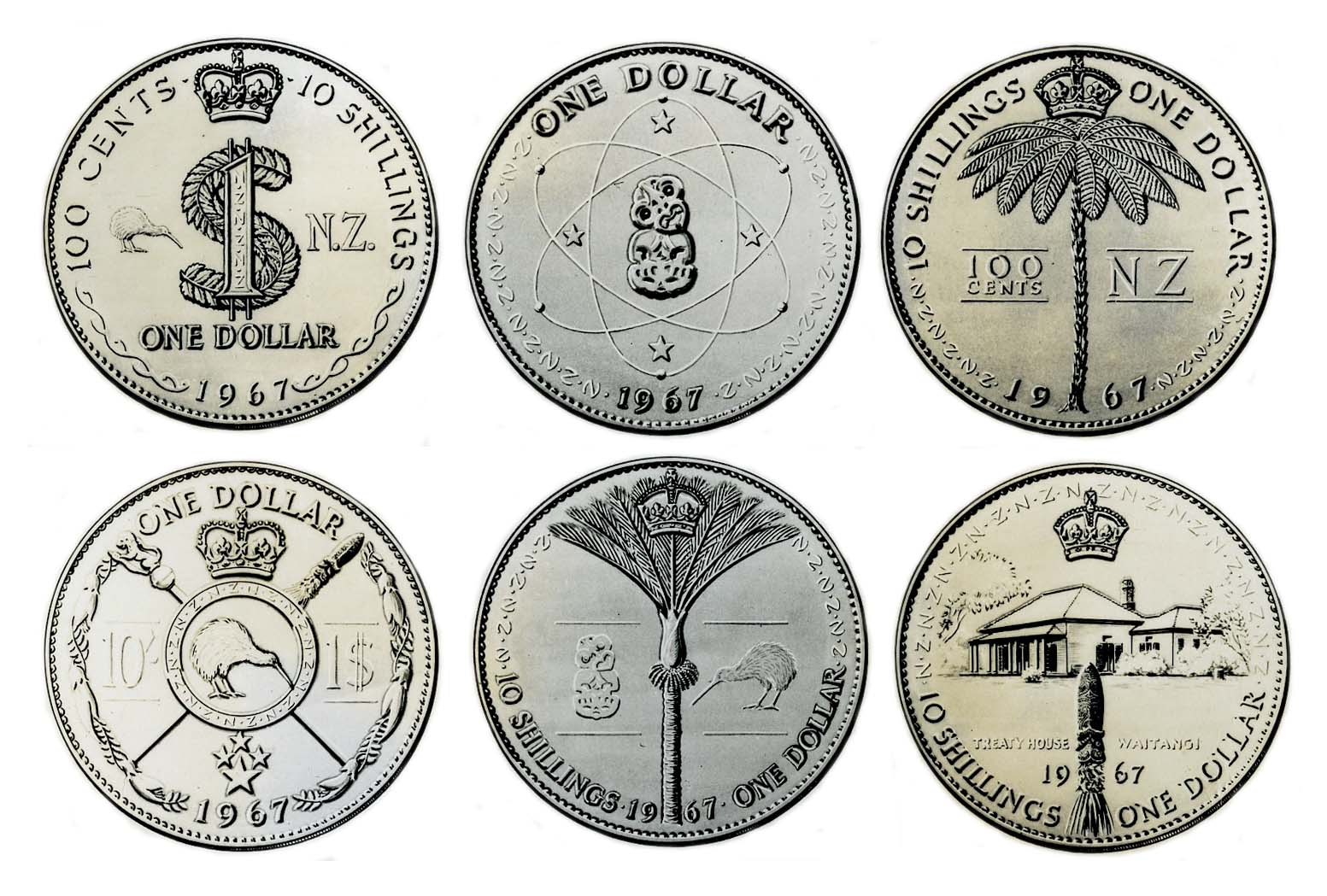

뉴질랜드 달러(New Zealand dollar, (기호: $; 코드: NZD, 약칭 NZ$)(마오리어: tāra o Aotearoa)는 뉴질랜드의 통화이다. 또한 뉴질랜드 달러는 쿡 제도(쿡 제도 달러), 니우에, 토켈라우와 핏케언 제도에서 통용되기도 한다. 약어는 $나 NZ$ 로 사용하는데, NZ$는 다른 달러를 사용하는 국가와 구별하기 위해 사용하는 약어이다. 비공식적으로 종종 "키위 (달러)"로 불리고 1달러는 100센트로 나뉜다. 실제로 오프라인 거래에서는 10센트 미만의 동전은 거의 사용되지 않는다고 한다.
1967년 7월 9일 뉴질랜드 파운드를 대체하면서 도입된 십진법 체계의 통화이다. 파운드와의 교환 비율은 1 뉴질랜드 파운드 = 2 뉴질랜드 달러였다.

## 역사

### 도입
1967년 뉴질랜드 달러가 도입되기 전에 뉴질랜드 파운드는 1933년 이후 파운드 스털링과 구별되는 뉴질랜드의 통화였다. 그 파운드화는 1파운드를 20실링으로 나누고 1실링을 12펜스로 나누는 £sd 시스템을 사용했는데, 1950년대에는 복잡하고 번거로운 것으로 여겨졌다.

### 환율
뉴질랜드 달러는 처음에 미국 달러와 US$1.12 = NZ$1로 고정되었다. 뉴질랜드가 영국보다 더 많이 평가절하되었지만 같은 해 11월 21일, 영국 파운드 (브레튼 우즈 체제 참조)의 평가절하 이후 이 환율은 US$1.12 = NZ$1로 변경되었다.

## 같이 보기
- 달러